# Mitologia chilota
La mitologia chilota està formada pels mites, llegendes i creences dels habitants de l'arxipèlag de Chiloé, ubicat al sud de Xile. En aquesta mitologia, que continua vigent al segle xxi, es reflecteix la importància que té el mar a la vida dels chilotes.
Aquests elements provenen de la barreja entre les tradicions xamàniques de la religió politeista maputxe i els ensenyaments del clergat cristià, que finalment va donar com a resultat un sincretisme de les creences maputxes, les supersticions dels mariners i el catolicisme espanyol.

## Creació de l'arxipèlag de Chiloé

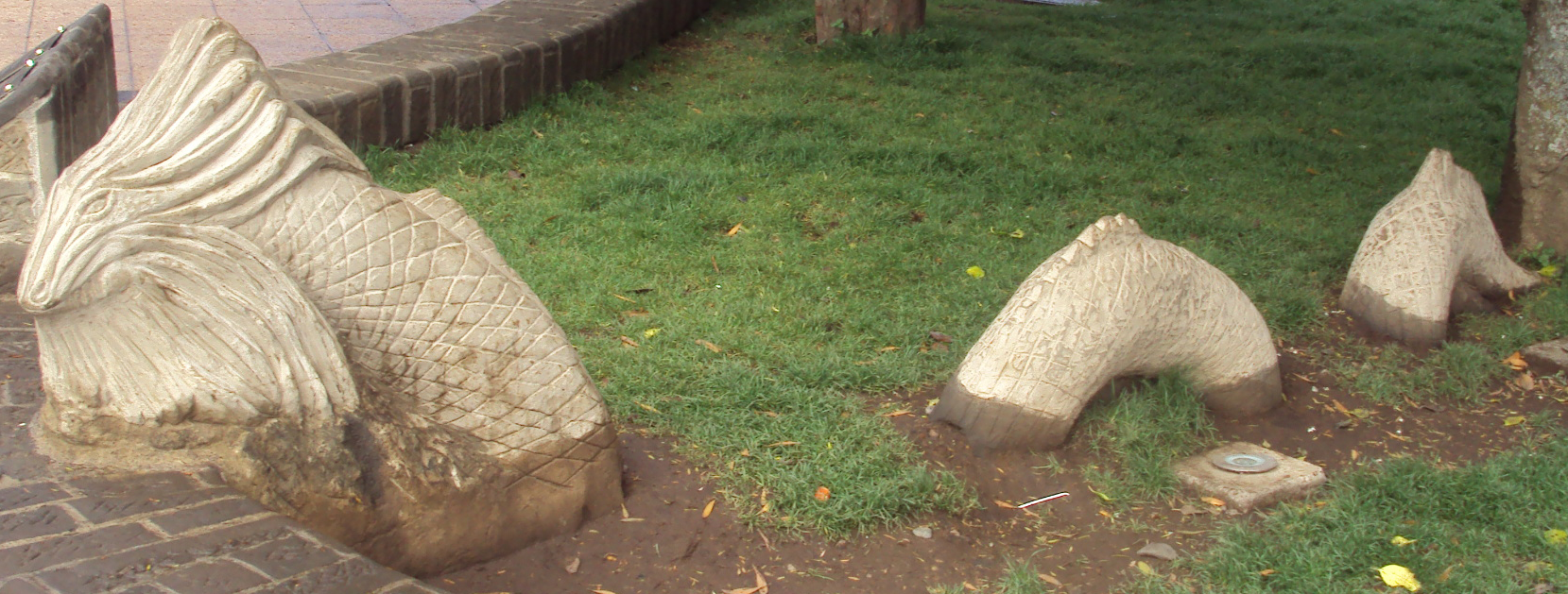
Estàtua de Coi Coi-Vilu à Plaça d'Armes d'Ancud, (Xile)

La gènesi de l'arxipèlag de Chiloè s'explica per una terrible batalla entre dues divinitats maputxes que prenen forma de serps marines: Coi Coi-Vilu i Tenten-Vilu, que representen l'aigua i la terra respectivament.

## Bruixeria
Els bruixots de Chiloé formen una confraria que és objecte de llegendes, de vegades aterridores i hostils. Només és possible convertir-se en bruixot si ets acceptat per altres bruixots, després d'una iniciació. El candidat ha de passar diverses nits en un dels cementiris de l'illa. L'abandonament de totes les passions anteriors és una de les proves obligatòries segons certs textos profans, mentre que el clergat de l'illa afirmen que es tracta d'una «unció que esborra el baptisme cristià» o, pitjor encara, de «l'obligació d'assassinar la persona més estimada»; en ambdós casos, un està condemnat a l'infern. Es diu que els bruixots són capaços de volar d'una illa a una altra, transformar-se en animals i fer encanteris. Les seves reunions i rituals tindrien lloc en una cova secreta l'entrada de la qual seria custodiada per l'invuche que, segons el clergat de l'illa, seria una persona monstruosament deformada pels bruixots des de ben jove utilitzant processos cruels mecànics i ungüents malefics.

## Art escultòric chilote
Després de diversos segles d'evolució, la mitologia chilota va acabar expressant-se a través d'escultures de fusta, molt presents a les esglésies de l'illa de Chiloé, on tenen un paper semblant a les quimeres de les esglésies de pedra.

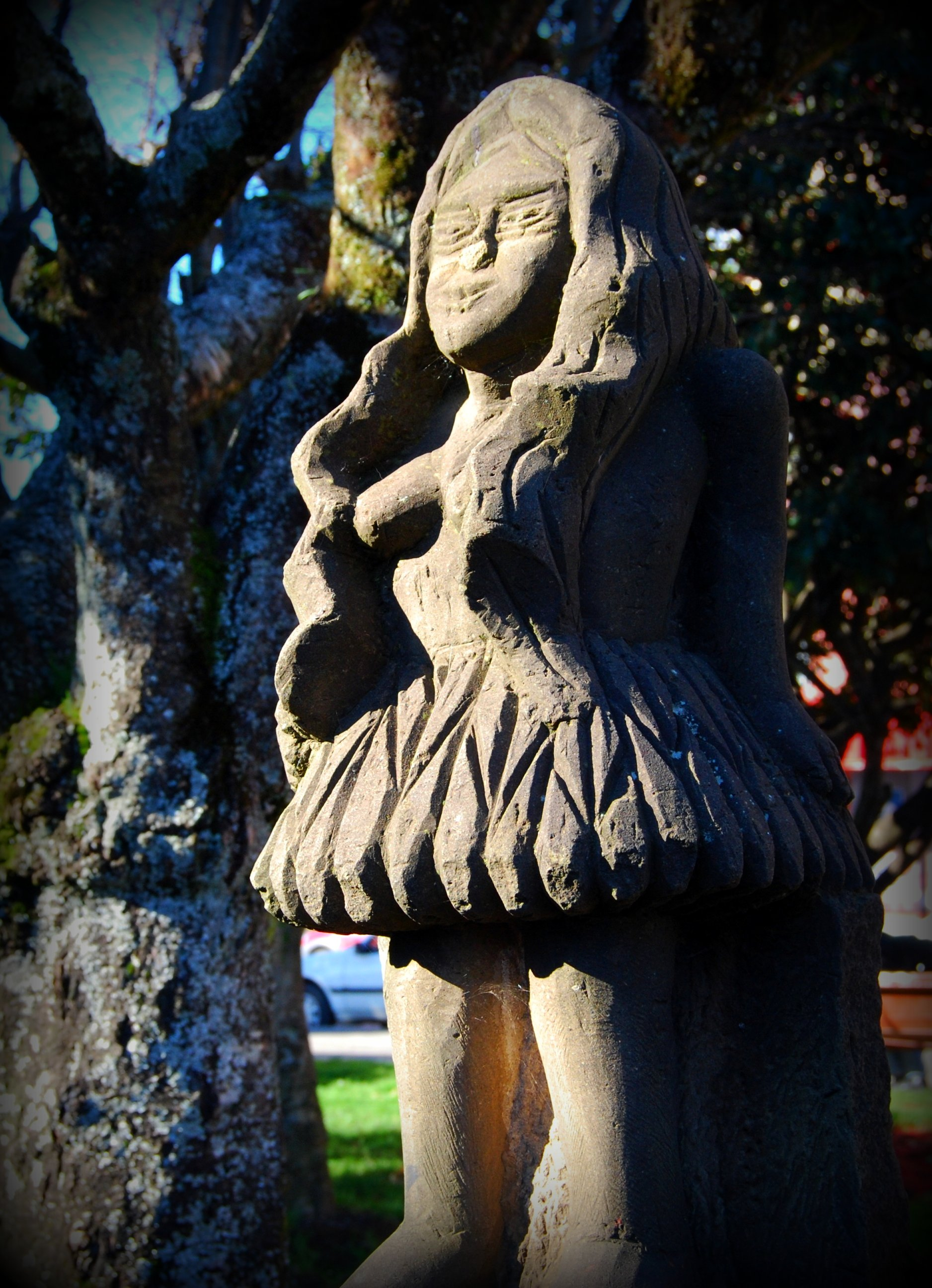
Estàtua de la Pincoya à Ancud (Xile)
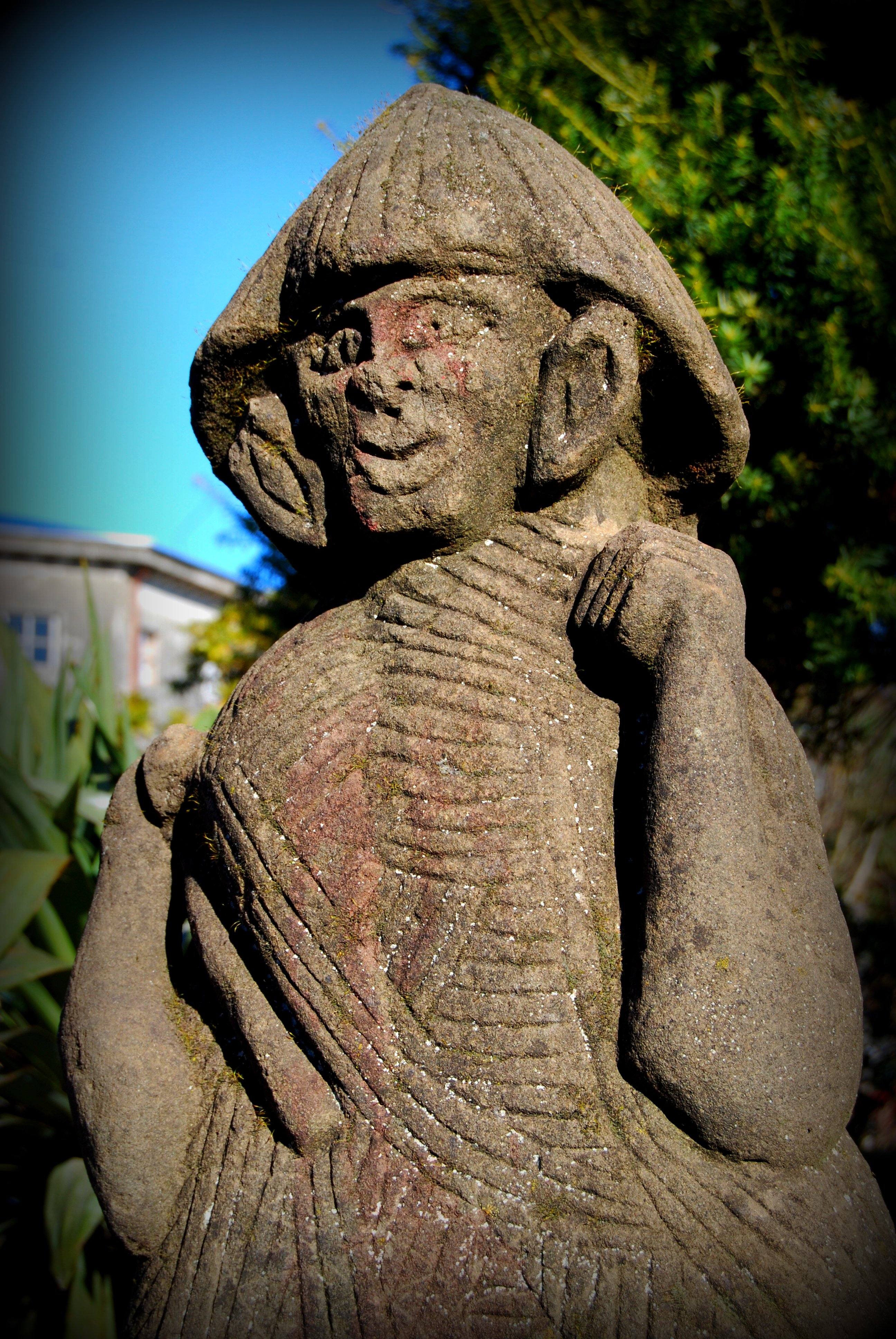
El Trauco, famós personatge de la mitologia chilota, a la Plaça de Armes d'Ancud

## Personatges mitològics
Per a la descripció, els personatges mitològics normalment es divideixen en aquàtics i terrestres.

### Personatges aquàtics
- Cavall marí chilote
- Caicai
- Caleuche
- Cahuelche
- Cuchivilu
- Cuero
- Curamilla
- Huenchula
- Huenchur
- Lucerna
- Millalobo
- Pincoy
- Pincoya
- Sirena chilota
- Tempilcahue
- Trehuaco
- Vaca marina chilota

### Personatges terrestres
- Ànimes de Cucao
- Basilisc chilote
- Cavaller de llauna
- Camahueto
- Carbunclo
- Coñipoñi
- Coo
- Deñ
- Fiura
- Invunche
- La Condená
- La Llorona
- La Pucullén
- Lluhay
- Mandao
- Piruquina
- Piuchén
- Raiquén
- Tenten
- Trauco
- Vilpoñi
- Voladora